# Nicolas Jaar

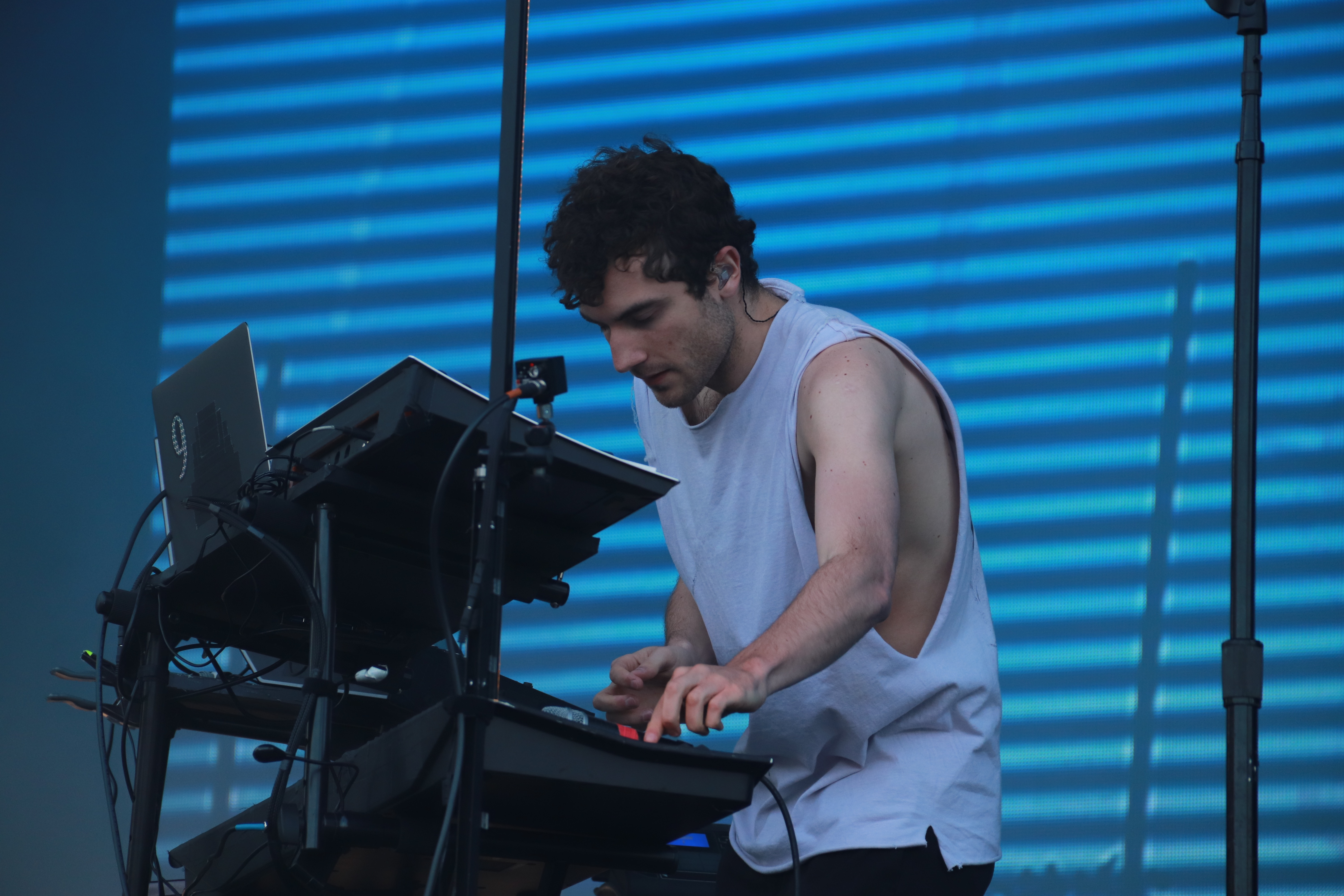
Nicolas Jaar el 2017

Nicolas Jaar (Nova York, 10 de gener de 1990) és un compositor i productor musical xilè-estatunidenc. És conegut al món de la música electrònica pels 12 EP que va publicar entre 2008 i 2011. Des del seu primer àlbum, Jaar va començar a explorar diverses direccions musicals, entre les quals es troba un concert improvisat de cinc hores al MoMA PS1.És fill de l'artista visual xilè Alfredo Jaar.

## Discografia

### Àlbums
- 2011: Space Is Only Noise[5]
- 2013: Psychic (amb Darkside i el guitarrista Dave Harrington)[6]
- 2016: Sirens[7]
- 2018: 2012–2017 (com Against All Logic)
- 2020: Cenizas[8]

### Singles i EP
- 2008: The Student
- 2010: Russian Dolls
- 2010: Marks & Angles
- 2010: Time for Us / Mi mujer
- 2010: Edits LP
- 2010: Love You Gotta Lose Again
- 2011: Nico’s Bluewave Edits
- 2011: Don't Break My Love
- 2011: Darkside (amb el guitarrista Dave Harrington)
- 2015: Nymphs II
- 2015: Nymphs III
- 2015: Fight (Nymphs IV)
- 2020: Illusions of Shameless Abundance (com Against All Logic)[9]

### Bandes Sonores
- 2015: Pomegranates (bootleg d'El color de la magrana)[10]
- 2015: Dheepan (Palma d'Or Festival de Cannes 2015)